# Dad Dáger
Dad Dáger (sinh ngày 12 tháng 8 năm 1967, Caracas, Distrito Capital, Venezuela), là một nữ diễn viên người Venezuela. Cô được biết đến với vai trò trong telenovelas của Telemundo và RCTV.

## Cuộc sống cá nhân
Dáger có một con trai, sinh năm 2010.

## Đóng phim
| Năm       | Tựa đề                 | Vai trò                                   |
| --------- | ---------------------- | ----------------------------------------- |
| 1992      | Por estas calles       | Maony Andrade                             |
| 1993      | De Oro Puro            | Rovenna                                   |
| 1994      | Pura sangre            | Aurita Guillén                            |
| 1995      | Vi phạm                | Rosa Córdoba                              |
| 1996      | La bất khả xâm phạm    | Azucena                                   |
| 1998      | Reina de corazones     | Catalina Đức                              |
| 1999      | Bí mật                 | Trương Bá Chi                             |
| 2000      | Mis 3 hermanas         | Silvia Estrada Morandi                    |
| 2001      | Viva la Pepa           | Yakionassi Guarato                        |
| 2002      | Trant íntimos          | Manuela Andueza / Soledad Andueza de Lobo |
| 2004      | Estrambotica Anastasia | Violeta                                   |
| 2005      | Amant                  | Leonor Rivera                             |
| 2007      | Camaleona              | Ferrari Ferrari                           |
| 2008      | Ếch TKM                | Estela Ruiz                               |
| 2009      | Libres como el viento  | Ivanna Galván                             |
| 2012      | Xương chậu             | Clementina de Maximo                      |
| 2013      | Marido en alquiler     | Paloma Ramos                              |
| 2014 2015 | Tierra de reyes        | Miranda Luján Saldívar                    |
| 2017      | La Fan                 | Patricia                                  |
| 2017      | Sangre de mi tierra    | Susan                                     |